# Pigs Is Pigs (film 1954)
Ci sono porcellini e porcellini (Pigs Is Pigs) è un film del 1954 diretto da Jack Kinney. È un cortometraggio animato, prodotto dalla Walt Disney Productions e uscito negli Stati Uniti il 21 maggio 1954, distribuito dalla RKO Radio Pictures.